# Zazie en el metro (película)
Zazie dans le métro («Zazie en el metro») es una comedia francesa de 1960 dirigida por Louis Malle y basada en la novela de 1959 Zazie dans le métro de Raymond Queneau. 
Con un enfoque casi surrealista y llena de chistes visuales y verbales, la intrincada trama sigue a Zazie y un grupo de personajes por un París abarrotado durante una huelga del metro.

## Sinopsis corta
Para poder estar con su amante, la madre de Zazie manda a su hija a París, a casa de unos familiares. Pero la niña se escapa para recorrer París y conocer lugares y gentes nuevas.

## Trama
En la estación terminal de trenes de París, Gabriel saluda a su hermana Jeanne, quien le deja a su hija Zazie, de unos diez años, y se va con su último amante. Gabriel lleva a la niña al taxi de su amigo Charles, para consternación de Zazie: ella sólo quiere ir en metro pero resulta que el metro está en huelga. Al llegar al café de Turandot, encima del cual se aloja Gabriel, éste entrega la niña a su esposa Albertine, quien la acuesta. Gabriel se prepara para ir a trabajar, y al salir se mete en una discusión con Turandot, quien está horrorizada por la precocidad de Zazie y su lenguaje soez.
Por la mañana, Zazie se escapa sola, pero Turandot la ve y la sigue. Cuando intenta llevársela a casa, ella lo acusa de pedofilia por lo que se reúne una multitud a su alrededor. Turandot se ve obligado a escabullirse y, cuando Gabriel regresa del trabajo, tras varias copas le cuenta lo sucedido. Después de hablar con Gridoux, el zapatero de al lado, en lugar de buscar, Gabriel decide irse a la cama. Mientras tanto, Zazie está felizmente explorando París, probando en todas las estaciones del metro, pero todas están cerradas. Un hombre elegante la recoge y la lleva al mercadillo, donde le compra unos vaqueros y la invita a un plato de mejillones. Para recompensar su curiosidad sobre ella, le cuenta cómo su madre mató a su padre horriblemente con un hacha, pero fue absuelta. Luego describe la vida con el amante de su madre, quien se interesó demasiado en ella, por lo que pasó a manos de su tío.
Sintiendo que el extraño también está demasiado interesado en ella, recoge sus jeans y se va. Él la acusa de robo y se reúne una multitud. Él se hace pasar por un policía vestido de civil y escolta a Zazie hasta el apartamento de su tío, donde un sorprendido Gabriel se somete al interrogatorio del falso policía. Tras una sugerencia de que Gabriel está prostituyendo a la niña atrevida, se ve obligado a revelar cuál es su trabajo nocturno: un número de drag en un club. Después de que el supuesto policía acusa a Gabriel de homosexualidad, lo echan del apartamento y se retira al bar de abajo. Mientras tanto, la camarera del café, Mado, le lleva el almuerzo a Gridoux, el vecino de al lado, quien está preocupado por el extraño entrometido. Pero ella quiere hablar del taxista Charles, con quien espera casarse. Cuando ella regresa a su trabajo, el extraño intenta sonsacarle al intratable Gridoux.
Gabriel y su amigo Charles, el taxista, deciden mostrarle a Zazie los lugares de interés de París. Se producen diversas aventuras y malentendidos, especialmente en lo alto de la Torre Eiffel. Zazie sigue molestando a ambos hombres intentando descubrir si su tío es realmente homosexual. Sin embargo, su tío tiene mucho éxito entre un grupo de jóvenes chicas alemanas. Mientras camina con Zazie, todavía molestándolo por su orientación sexual, los dos atraen la atención de una viuda demasiado elegante, Mouaque. Cuando las chicas alemanas se lanzan sobre Gabriel y lo arrastran hasta su autobús, ella encuentra a un policía para denunciar este secuestro. El policía, llamado Trouscaillon, que es idéntico al hombre que anteriormente acusó a Gabriel de proxenetismo y sexo ilegal, se convierte inmediatamente en el objeto del deseo de Mouaque.
Después de varias aventuras y malentendidos, los tres finalmente encuentran a Gabriel, quien ha invitado a las chicas alemanas a ver su espectáculo esa noche. Luego invita a Mouaque y Trouscaillon a comer con él y Zazie en un restaurante. Buscando llamar la atención, Zazie no se comporta bien. Al llamar al bar debajo de su apartamento, Gabriel le pide a la camarera Mado que le  diga a su esposa Albertine que le traiga su disfraz al club, ya que está ocupado entreteniendo a sus amigos. Mado le cuenta que el taxista Charles finalmente le ha propuesto matrimonio, por lo que Gabriel les pide a los dos que se unan a su creciente fiesta. En el club, Gabriel pide champán para sus amigos y espera ansiosamente su disfraz. Sin embargo, Albertine se ha quedado dormida y es despertada por el falso policía de la mañana que comienza otro de sus extraños interrogatorios. Cuando pasa de las palabras al intento de violación, ella salta por la ventana. Después de su actuación drag, para la que Albertine le trajo un vestido justo a tiempo, lleva a todos a un bar. Lo que comienza con una pareja dándose bofetadas se convierte en una pelea masiva, que destruye el lugar y atrae a un ejército de policías. El grupo es rescatado por Albertine, quien les muestra el camino hacia los túneles del metro, por donde pueden caminar con seguridad ya que el sistema aún está en huelga.
Por la mañana, Albertine lleva a la niña dormida a la estación de tren, donde su madre Jeanne lamenta tener que buscar un amante más competente. Al despertar, Zazie dice que sus experiencias la han hecho un poco más adulta. Afuera, todas las escaleras mecánicas del metro se ponen en marcha porque la huelga ha terminado.
Fuente:

## Reparto
- Catherine Demongeot como Zazie
- Philippe Noiret como el tío Gabriel
- Hubert Deschamps como Turandot
- Carla Marlier como Albertina, la esposa de Gabriel
- Annie Fratellini como Mado
- Vittorio Caprioli como Trouscaillon
- Jacques Dufilho como Ferdinand Grédoux
- Yvonne Clech como Madame Mouaque
- Odette Piquet como la madre de Zazie
- Nicolas Bataille como Fédor
- Antoine Roblot como Charles, el taxista
- Marc Doelnitz como M. Coquetti

## Producción
El director de cine William Klein era un gran admirador de la obra de Queneau y estaba trabajando en la adaptación de sus libros cuando Louis Malle le propuso codirigir Zazie dans le Métro. Klein se mostró escéptico sobre cómo funcionaría esto, pero aceptó reunirse con Malle. Después de discutir el proyecto, ambos acordaron que Klein podría funcionar como director de arte, encontrando elementos visuales que correspondieran con el texto. 
Klein nunca había participado en la realización de una película comercial antes, y después del primer día, se dio cuenta de que era absurdo que alguien pudiera decir que estaba codirigiendo la película, en parte porque todas las decisiones en el set tenían que venir de Malle. 
El segundo día, después de ver una escena particular filmada entre cuatro y seis veces, Klein pensó que la repetición parecía interesante y sugirió usarla en la película y repetir un poco de diálogo unas cuantas veces. Su idea fue recibida con silencio, y fue entonces cuando Klein se dio cuenta de que codirigir sería imposible. 
Sin embargo, Klein continuó trabajando en la película, habiéndolos convencido ya de utilizar sólo dos lentes, una de los cuales era un teleobjetivo y la otra, un gran angular. Klein incluso filmó algunas secuencias usando una cámara en mano que finalmente aparecerían en la película. 
Klein también sugirió hacer carteles grandes, como grandes anuncios que usaran letras abstractas, reflejando algunas de las palabras inventadas en el libro de Queneau. Todo el rodaje en interiores también estuvo dominado por la publicidad con luz eléctrica en el exterior de las ventanas, una idea inspirada en la propia película de Klein, Broadway by Light. 
Cuando se terminó la película, Klein fue acreditado como "consultor artístico".

## Recepción
La película vendió 854.495 entradas en Francia cuando se estrenó en los cines. 
Bosley Crowther la llamó "un elaborado ejercicio francés de dadaísmo cinematográfico" y añadió: "El problema (¡una palabra suave para describirlo!) con su película es simplemente que no tiene ni rima ni razón, no tiene declaración, no tiene propósito ni sentido. Es estrictamente anarquismo con una cámara, imágenes locas creadas por el mero hecho de crear imágenes". 
Décadas después de su estreno, Jonathan Rosenbaum escribió que era "posiblemente el mejor trabajo de Louis Malle": "...Una película bastante aguda, aunque sin alma, llena de ideas y brillo y que sin duda merece la pena ver".  Richard Ayoade dijo que Zazie dans le Metro "no es necesariamente mi película favorita, ni está realmente 'en el canon' como una gran pieza de construcción de una historia. Ni siquiera es la mejor película de Louis Malle. Pero la asocio con puro placer y alegría. Fue la primera película que quise estudiar y volver a ver; despertó mi interés por la realización cinematográfica". 
El cineasta japonés Akira Kurosawa citó esta película como una de sus 100 películas favoritas. 

## Vídeo
Una versión restaurada digitalmente de la película fue lanzada en DVD y Blu-ray por Criterion Collection en junio de 2011. 